# Ирикау (Знаурский район)
Ирикау (осет. Ирыхъæу), ранее Верхний Дван (осет. Уæллаг Дуан, груз. ზემო დვანი — Земо-Двани) — село в Закавказье. Согласно юрисдикции Южной Осетии, фактически контролирующей село, расположено в Знаурском районе, согласно юрисдикции Грузии — в Карельском муниципалитете.

## География
Расположено на реке Самцхара (правом притоке р. Проне Восточная, которая впадает в Куру), в 1 км к юго-востоку от юго-осетинского села Принеу и в 1 км к северо-западу от грузинского села Двани, располагающегося за пределами бывшей ЮОАО.

## Население
Село населено этническими осетинами. В 1987 году — 70 человек. По переписи населения 1989 года в селе Верхний Дван жило 60 человек, из которых осетины составили 100 %. По переписи населения 2015 года — 48 жителей.

## Топографические карты
- Лист карты K-38-64 Цхинвали. Масштаб: 1 : 100 000. Состояние местности на 1987 год. Издание 1989 г.